# Return of Crystal Karma
Return of Crystal Karma – siódmy album studyjny brytyjskiego muzyka Glenna Hughesa. Wydawnictwo ukazało się 25 lipca 2000 roku nakładem wytwórni muzycznej SPV GmbH/Steamhammer. Hughesa w nagraniach wsparli klawiszowiec Hans Zermüehlen, gitarzysta JJ Marsh oraz perkusista Gary Ferguson. Nagrania były promowane teledyskiem do utworu "Days of Avalon".

## Lista utworów
Opracowano na podstawie materiału źródłowego.
| Nr  | Tytuł utworu           | Autorzy                                                | Długość |
| --- | ---------------------- | ------------------------------------------------------ | ------- |
| 1.  | „The State I'm In”     | Glenn Hughes, JJ Marsh                                 | 4:58    |
| 2.  | „Midnight Meditated”   | Glenn Hughes, JJ Marsh                                 | 4:27    |
| 3.  | „It’s Alright”         | Glenn Hughes, JJ Marsh                                 | 4:31    |
| 4.  | „Switch The Mojo”      | Glenn Hughes, JJ Marsh                                 | 4:33    |
| 5.  | „Gone”                 | Glenn Hughes, Tony Iommi                               | 5:51    |
| 6.  | „The Other Side Of Me” | Glenn Hughes, Hans Zermüehlen, JJ Marsh                | 3:50    |
| 7.  | „Angela”               | Glenn Hughes, Hans Zermüehlen, JJ Marsh                | 5:57    |
| 8.  | „Owed To "J"”          | Glenn Hughes, Hans Zermüehlen, JJ Marsh, Gary Ferguson | 5:58    |
| 9.  | „This Life”            | Glenn Hughes, Hans Zermüehlen, JJ Marsh                | 4:52    |
| 10. | „Days Of Avalon”       | Glenn Hughes, JJ Marsh                                 | 5:58    |
|     |                        |                                                        | 50:55   |

## Twórcy
Opracowano na podstawie materiału źródłowego.

- Glenn Hughes – wokal prowadzący, wokal wspierający, gitara basowa, produkcja muzyczna
- Hans Zermüehlen – instrumenty klawiszowe, produkcja muzyczna, asystent inżyniera dźwięku
- JJ Marsh – gitara, produkcja muzyczna
- Gary Ferguson – perkusja, instrumenty perkusyjne
- Cesar Ramirez, Tiago Becker – asystent inżyniera dźwięku
- Victor Moller, Andy Grow – zdjęcia
- Michael Scott – inżynieria dźwięku, miksowanie, produkcja muzyczna